# Brunnsee
Der Brunnsee ist ein Quellsee am Ausgang des Brunntales, eines Seitentals der Mariazeller Salza, bei Wildalpen im österreichischen Bundesland Steiermark.
Der im Naturschutzgebiet Wildalpener Salzatal liegende See besteht aus glasklarem Wasser und wird trotz mehrerer oberirdischer Zuflüsse teilweise unterirdisch gespeist, was ihn zu einem bedeutenden Quelltopf nördlich des Hochschwabs macht.

## Geschichte
Um 1800 wurde der Brunnsee als Fischteich genutzt und diente den Benediktinern im Stift Admont als Nahrungsgrundlage für Forellen und Saiblinge, die hier in großen Mengen gezüchtet wurden, um die rund 200 „fleischlosen“ Tage zu überbrücken. Die Fische wurden in großen Lageln nach Admont gekarrt.